# Hjalmar Källmark
Hjalmar Källmark, född 30 augusti 1883 i Örby socken, Älvsborgs län, död 24 januari 1938, var en svensk psykiater.
Källmark blev student vid Högre latinläroverket i Göteborg 1902, avlade mediko-filosofisk examen 1903, blev medicine kandidat 1907, medicine licentiat 1912 och medicine doktor 1931, allt vid Uppsala universitet. Han var t.f. biträdande hospitalsläkare vid Uppsala hospital och asyl 1909–13, biträdande läkare där 1914–23, hospitalsläkare av första klass där 1924–30, överläkare vid Ulleråkers sjukhus (tidigare Uppsala hospital och asyl) från 1931. Han var läkare vid Uppsala läns sinnesslöanstalt Karlsro från 1924, vid Älby sinnesslöanstalt från 1929 och vid Föreningens för sinnesslöa barns vård arbetshem vid Rickomberga från 1930.